# Дреньовець (канал)
Дреньовець (словац. Drieňovec) — меліоративний канал; притока Трнавки, протікає в окрузі Требишів.
Довжина приблизно 10,5-11,0 км. Витік знаходиться в масиві Східнословацька низовина (геоморфологічна підодиниця Требишівська табуля) — на висоті приблизно 155 метрів.
Протікає територією сіл Мале Озоровце; Вельке Озоровце; Плехотиці; Нови Русков і міста Требишів. Впадає в Трнавку на висоті 103 метри.